# Чемпионат Бельгии по волейболу среди женщин
Чемпионат Бельгии по волейболу среди женщин — ежегодное соревнование женских волейбольных команд Бельгии. Проводится с 1951 года.
Соревнования проходят в четырёх дивизионах — Лиге А, Лиге В, 1-м и 2-м. Организатором чемпионатов вляется Королевская бельгийская федерация волейбола (Federation Royale Belge de Volleyball — FRBV).

## Формула соревнований (Лига А)
Чемпионат 2024/25 в Лиге А проводился в три этапа — два групповых и плей-офф. На 1-й групповой стадии команды играли в два круга. На 2-м этапе лучшие 6 команд провели двухкруговой турнир с учётом половины очков, набранных на 1-м этапе. По его итогам две лучшие команды вышли в финал и в серии матчей до двух побед одного из соперников разыграли первенство.
За победы со счётом 3:0 и 3:1 команды получают 3 очка, 3:2 — 2 очка, за поражение со счётом 2:3 — 1 очко, 0:3 и 1:3 — 0 очков.
В чемпионате 2024/25 в Лиге А играли 10 команд: «Астерикс-Аво» (Беверен), «Дарта-Бево» (Руселаре), «Шарлеруа», «Аудегем» (Дендермонде), «Чалу» (Шапель-лез-Эрлемон), «Гент», «Брабо» (Антверпен), «Сервантес-Нордеркемпен» (Восселар), «Сатурнус-Михелбеке» (Бракел), «Гел» Чемпионский титул в 3-й раз подряд выиграл «Астерикс-Аво», победивший в финальной серии команду «Дарта-Бево» 2-1 (0:3, 3:0, 3:1). 3-е место занял «Шарлеруа».

## Призёры
| Сезон     | 1-е место                | 2-е место                 | 3-е место                |
| --------- | ------------------------ | ------------------------- | ------------------------ |
| 1950/51   | «Фемина» Эттербек        |                           |                          |
| 1951/52   | «Брабо» Антверпен        |                           |                          |
| 1952/53   | «Брабо» Антверпен        |                           |                          |
| 1953/54   | «Брабо» Антверпен        |                           |                          |
| 1954/55   | «Спартакус» Брюссель     |                           |                          |
| 1955/56   | «Брабо» Антверпен        |                           |                          |
| 1956/57   | «Брабо» Антверпен        |                           |                          |
| 1957/58   | «Брабо» Антверпен        |                           |                          |
| 1958/59   | «Брабо» Антверпен        |                           |                          |
| 1959/60   | «Брабо» Антверпен        |                           |                          |
| 1960/61   | «Брабо» Антверпен        |                           |                          |
| 1961/62   | «Брабо» Антверпен        |                           |                          |
| 1962/63   | «Иксель» Брюссель        |                           |                          |
| 1963/64   | ВОГ Остенде              |                           |                          |
| 1964/65   | ВОГ Остенде              |                           |                          |
| 1965/66   | ВОГ Остенде              |                           |                          |
| 1966/67   | ВОГ Остенде              |                           |                          |
| 1967/68   | ВОГ Остенде              |                           |                          |
| 1968/69   | ВОГ Остенде              |                           |                          |
| 1969/70   | ВОГ Остенде              | «Хермес» Остенде          |                          |
| 1970/71   | «Хермес» Остенде         |                           |                          |
| 1971/72   | «Хермес» Остенде         | «Йосмар» Генк             |                          |
| 1972/73   | «Хермес» Остенде         |                           |                          |
| 1973/74   | «Хермес» Остенде         | «Дилбек-Иттербек»         |                          |
| 1974/75   | «Хермес» Остенде         | «Антверп» Антверпен       |                          |
| 1975/76   | «Хермес» Остенде         | «Антверп» Антверпен       |                          |
| 1976/77   | «Хермес» Остенде         |                           |                          |
| 1977/78   | «Хермес» Остенде         | «Дилбек-Иттербек»         |                          |
| 1978/79   | «Хермес» Остенде         | «Темсе»                   |                          |
| 1979/80   | «Хермес» Остенде         | «Дилбек»                  |                          |
| 1980/81   | «Дилбек-Иттербек»        | «Хермес» Остенде          | «Темсе»                  |
| 1981/82   | «Темсе»                  | «Хермес» Остенде          | «Дилбек-Иттербек»        |
| 1982/83   | «Хермес» Остенде         | «Темсе»                   | «Дилбек-Иттербек»        |
| 1983/84   | «Дилбек-Иттербек»        | «Темсе»                   | «Хермес» Остенде         |
| 1984/85   | «Хермес» Остенде         | «Антониус» Херенталс      | «Темсе»                  |
| 1985/86   | «Дендерхаутем» Дендерлеу | «Халле»                   | «Темсе»                  |
| 1986/87   | «Хермес» Остенде         | «Антониус» Херенталс      | «Дендерхаутем» Дендерлеу |
| 1987/88   | «Антониус» Херенталс     | «Херманас» Вервик         | «Темсе»                  |
| 1988/89   | «Темсе»                  | «Хатовок» Тонгерен        | «Кортрейк»               |
| 1989/90   | «Антониус» Херенталс     | «Кортрейк»                | «Темсе»                  |
| 1990/91   | «Антониус» Херенталс     | «Темсе»                   | «Датовок» Тонгерен       |
| 1991/92   | «Антониус» Херенталс     | «Датовок» Тонгерен        | «Темсе»                  |
| 1992/93   | «Брейтекс» Херенталс     | «Дофин» Шарлеруа          | «Темсе»                  |
| 1993/94   | «Датовок» Тонгерен       | «Брейтекс» Херенталс      | «Астерикс» Килдрехт      |
| 1994/95   | «Датовок» Тонгерен       | «Дофин» Шарлеруа          |                          |
| 1995/96   | «Керхер» Херенталс       | «Датовок» Тонгерен        | «Астерикс» Килдрехт      |
| 1996/97   | «Керхер» Херенталс       | «Астерикс» Килдрехт       |                          |
| 1997/98   | «Астерикс» Килдрехт      | «Керхер» Херенталс        |                          |
| 1998/99   | «Керхер» Херенталс       | «Астерикс» Килдрехт       | «Исола» Тонгерен         |
| 1999/2000 | «Астерикс» Килдрехт      | «Исола» Тонгерен          | «Керхер» Херенталс       |
| 2000/01   | «Астерикс» Килдрехт      | «Фортис» Херенталс        | «Дофин» Шарлеруа         |
| 2001/02   | «Исола» Тонгерен         | «Астерикс» Килдрехт       |                          |
| 2002/03   | «Эбурон» Тонгерен        | «Астерикс» Килдрехт       | «Дофин» Шарлеруа         |
| 2003/04   | «Эбурон» Тонгерен        | «Астерикс» Килдрехт       | «Дофин» Шарлеруа         |
| 2004/05   | «Эбурон» Тонгерен        | «Астерикс» Килдрехт       | «Дофин» Шарлеруа         |
| 2005/06   | «Эйфони» Тонгерен        | «Дофин» Шарлеруа          | «Астерикс» Килдрехт      |
| 2006/07   | «Эйфони» Тонгерен        | «Астерикс» Килдрехт       | «Гент»                   |
| 2007/08   | «Астерикс» Килдрехт      | «Гент»                    | «Датовок» Тонгерен       |
| 2008/09   | «Дофин» Шарлеруа         | «Астерикс» Килдрехт       | «Гент»                   |
| 2009/10   | «Астерикс» Килдрехт      | «Гент»                    | «Дофин» Шарлеруа         |
| 2010/11   | «Астерикс» Килдрехт      | «Гент»                    | «Хермес» Остенде         |
| 2011/12   | «Астерикс» Килдрехт      | «Гент»                    | «Дофин» Шарлеруа         |
| 2012/13   | «Гент»                   | «Астерикс» Килдрехт       | «Дофин» Шарлеруа         |
| 2013/14   | «Астерикс» Килдрехт      | «Дофин» Шарлеруа          | «Гент»                   |
| 2014/15   | «Астерикс» Килдрехт      | «Дофин» Шарлеруа          | «Хермес» Остенде         |
| 2015/16   | «Астерикс» Килдрехт      | «Гент»                    | «Дофин» Шарлеруа         |
| 2016/17   | «Астерикс-Аво» Беверен   | «Аудегем» Дендермонде     | «Гент»                   |
| 2017/18   | «Астерикс-Аво» Беверен   | «Аудегем» Дендермонде     | «Гент»                   |
| 2018/19   | «Астерикс-Аво» Беверен   | «Хермес» Остенде          | «Гент»                   |
| 2019/20   | «Астерикс-Аво» Беверен   | «Ярако» Ас/Тонгерен       | «Гент»                   |
| 2020/21   | «Астерикс-Аво» Беверен   | «Ярако» Ас/Тонгерен       | «Аудегем» Дендермонде    |
| 2021/22   | «Гент»                   | «Ярако» Генк              | «Астерикс-Аво» Беверен   |
| 2022/23   | «Астерикс-Аво» Беверен   | «Гент»                    | «Аудегем» Дендермонде    |
| 2023/24   | «Астерикс-Аво» Беверен   | «Чалу» Шапель-лез-Эрлемон | «Шарлеруа»               |
| 2024/25   | «Астерикс-Аво» Беверен   | «Дарта-Бево» Руселаре     | «Шарлеруа»               |